# Torre del Reloj de Bagdad
La Torre del Reloj de Bagdad (en árabe: ساعة بغداد) es un edificio público situado cerca de la Zona Verde, en la ciudad de Bagdad, la capital del país asiático de Irak. Antes de 2003 se utilizó el edificio como museo y contó con una gran torre del reloj. Sin embargo, el edificio sufrió graves daños durante la invasión de Irak en 2003. Fue reconstruido más tarde y ahora es la sede de la Corte Suprema de Irak.